# Rhytidochrota ochracea
Rhytidochrota ochracea är en insektsart som beskrevs av Marius Descamps och Christiane Amédégnato 1973. Rhytidochrota ochracea ingår i släktet Rhytidochrota och familjen gräshoppor.

## Underarter
Arten delas in i följande underarter:
- R. o. ochracea
- R. o. reducta